# Alex Bolt
Alex Bolt (Melbourne, 5 gennaio 1993) è un tennista australiano.
I suoi migliori ranking ATP sono il 125º posto in singolare del marzo 2019 e l'81º in doppio nel gennaio del 2018. I suoi migliori risultati in carriera nelle prove del Grande Slam sono il terzo turno raggiunto in singolare agli Australian Open 2019 e i quarti di finale in doppio agli Australian Open 2014 e 2017.

## Statistiche
Aggiornate all'11 maggio 2025.

### Tornei Challenger

#### Singolare

##### Vittorie (3)
| N. | Data           | Torneo                        | Superficie    | Avversario in finale | Punteggio        |
| 1. | 4 maggio 2014  | Anning Open, Anning           | Terra battuta | Nikola Mektić        | 6-2, 7-5         |
| 2. | 11 marzo 2018  | Zhuhai Open, Zhuhai           | Cemento       | Hubert Hurkacz       | 5-7, 7-6(4), 6-2 |
| 3. | 20 giugno 2021 | Nottingham Trophy, Nottingham | Erba          | Kamil Majchrzak      | 4-6, 6-4, 6-3    |

##### Finali perse (8)
| N. | Data             | Torneo                               | Superficie | Avversario in finale      | Punteggio           |
| 1. | 8 febbraio 2015  | Burnie International, Burnie         | Cemento    | Chung Hyeon               | 2-6, 5-7            |
| 2. | 25 giugno 2017   | Ilkley Trophy, Ilkley                | Erba       | Márton Fucsovics          | 1-6, 4-6            |
| 3. | 29 ottobre 2017  | Traralgon Challenger, Traralgon      | Cemento    | Jason Kubler              | 6-2, 6(6)-7, 6(3)-7 |
| 4. | 14 ottobre 2018  | Fairfield Challenger, Fairfield      | Cemento    | Bjorn Fratangelo          | 4-6, 3-6            |
| 5. | 4 agosto 2019    | Lexington Challenger, Lexington      | Cemento    | Jannik Sinner             | 4-6, 6-3, 4-6       |
| 6. | 9 febbraio 2020  | Launceston International, Launceston | Cemento    | Mohamed Safwat            | 65-7, 1-6           |
| 7. | 10 novembre 2024 | Ehime International Open, Matsuyama  | Cemento    | Nicolas Moreno de Alboran | 6(4)-7, 2-6         |
| 8. | 11 maggio 2025   | Wuxi Open, Wuxi                      | Cemento    | Sun Fajing                | 6(4)-7, 4-6         |

#### Doppio

##### Vittorie (9)
| N. | Data             | Torneo                               | Superficie    | Compagno           | Avversari in finale             | Punteggio         |
| 1. | 3 maggio 2014    | Anning Open, Anning                  | Terra battuta | Andrew Whittington | Daniel Cox Gong Maoxin          | 6-4, 6-3          |
| 2. | 7 novembre 2015  | Canberra International, Canberra     | Cemento       | Andrew Whittington | Brydan Klein Dane Propoggia     | 7-6(2), 6-3       |
| 3. | 5 agosto 2017    | Lexington Challenger, Lexington      | Cemento       | Max Purcell        | Tom Jomby Eric Quigley          | 7-5, 6-4          |
| 4. | 28 ottobre 2017  | Traralgon Challenger, Traralgon      | Cemento       | Bradley Mousley    | Evan King Nathan Pasha          | 6-4, 6-2          |
| 5. | 4 novembre 2017  | Canberra International, Canberra     | Cemento       | Bradley Mousley    | Luke Saville Andrew Whittington | 6-3, 6-2          |
| 6. | 10 febbraio 2018 | Launceston International, Launceston | Cemento       | Bradley Mousley    | Sekou Bangoura Nathan Pasha     | 7-6(6), 6-0       |
| 7. | 10 giugno 2023   | Tyler Championships, Tyler           | Cemento       | Andrew Harris      | Evan King Reese Stalder         | 6-1, 6-4          |
| 8. | 9 settembre 2023 | Shanghai Challenger, Shanghai        | Cemento       | Luke Saville       | Bu Yunchaokete Te Rigele        | 4-6, 6-3, [11-9]  |
| 9. | 3 febbraio 2024  | Burnie International, Burnie         | Cemento       | Luke Saville       | Tristan Schoolkate Adam Walton  | 5-7, 6-3, [12-10] |

##### Finali perse (19)
| N. | Data             | Torneo                                      | Superficie        | Compagno           | Avversari in finale                  | Punteggio        |
| 1. | 2 marzo 2013     | Sydney International Challenger, Sydney     | Cemento           | Nick Kyrgios       | Brydan Klein Dane Propoggia          | 4-6, 6-4, [9-11] |
| 2. | 22 giugno 2013   | Aspria Tennis Cup, Milano                   | Cemento           | Peng Hsien-yin     | Marco Crugnola Daniele Giorgini      | 6-4, 5-7, [8-10] |
| 3. | 26 ottobre 2013  | Melbourne Challenger, Melbourne             | Cemento           | Andrew Whittington | Thanasi Kokkinakis Benjamin Mitchell | 3-6, 2-6         |
| 4. | 10 gennaio 2015  | Onkaparinga Challenger, Onkaparinga         | Cemento           | Andrew Whittington | Oleksandr Nedovjesov Andrej Kuznecov | 5-7, 4-6         |
| 5. | 30 gennaio 2016  | Tennis Championships of Maui, Maui          | Cemento           | Frank Moser        | Jason Jung Dennis Novikov            | 3-6, 6-4, [8-10] |
| 6. | 11 febbraio 2017 | Launceston International, Launceston        | Cemento           | Andrew Whittington | Bradley Mousley Luke Saville         | 2-6, 1-6         |
| 7. | 12 agosto 2017   | Aptos Challenger, Aptos                     | Cemento           | Jordan Thompson    | Jonathan Erlich Neal Skupski         | 3-6, 6-2, [8-10] |
| 8. | 27 aprile 2019   | Challenger International Nanchang, Nanchang | Terra battuta (i) | Akira Santillan    | Sander Arends Sam Weissborn          | 2-6, 4-6         |
| 9. | 19 ottobre 2019  | Ningbo Challenger, Ningbo                   | Cemento           | Matt Reid          | Andrew Harris Marc Polmans           | 0-6, 1-6         |